# Tour de Limpopo
Le Tour de Limpopo est une course cycliste à étapes, organisée en Afrique du Sud dans la province de Limpopo. Créée en 2018, l'épreuve fait partie de l'UCI Africa Tour en catégorie 2.2.
En même temps que la course élite, une épreuve pour les vétérans est organisée.

## Palmarès
| Année | Vainqueur           | Deuxième         | Troisième        |                  |
| ----- | ------------------- | ---------------- | ---------------- | ---------------- |
| 2018  | Gustav Basson       | Jayde Julius     | Clint Hendricks  |                  |
| 2019  | Samuele Battistella | Kent Main        | Connor Brown     |                  |
| 2020  | annulé/abandonné    | annulé/abandonné | annulé/abandonné | annulé/abandonné |
| 2021  | annulé/abandonné    | annulé/abandonné | annulé/abandonné | annulé/abandonné |
| 2022  | annulé/abandonné    | annulé/abandonné | annulé/abandonné | annulé/abandonné |